# Selfia porosus
Selfia porosus is een kreeftachtigensoort uit de familie van de Sebekidae. De wetenschappelijke naam van de soort is voor het eerst geldig gepubliceerd in 1994 door Riley.